# Station d'Enghien
Ne doit pas être confondu avec Gare d'Enghien.
La station d'Enghien est une ancienne gare vicinale belge de la Société nationale des chemins de fer vicinaux (SNCV) de la ligne Bruxelles - Enghien située dans la commune d'Enghien en province du Hainaut.

## Situation ferroviaire
Jusqu'à sa fermeture, la station d'Enghien se trouvait à l'extrémité des capitaux 16 et 66.

## Histoire
La gare sert de terminus à la ligne de Bruxelles à Enghien. Après l'électrification de celle-ci jusqu'à la station vicinale de Leerbeek, la section non électrifiée entre Leerbeek et Enghien reste exploitée par des autorail.

## Description
L'ensemble comprend à l'origine un bâtiment voyageur ainsi que des remises pour les locomotives et les remorques.